# William Pleydell-Bouverie, V conte di Radnor
William  V Pleydell-Bouverie, conte di Radnor (19 giugno 1841 – 3 giugno 1900), è stato un nobile e politico inglese.

## Biografia
Era il figlio di Jacob Pleydell-Bouverie, IV conte di Radnor, e di sua moglie, Lady Mary Augusta Frederica Grimston, figlia di James Grimston, I conte di Verulam.

## Carriera
Lord Folkestone fu deputato per South Wiltshire nel 1874. Quando i conservatori andarono al potere nel 1885], Folkestone ricoprì la carica di Treasurer of the Household (carica che ricoprì anche nel 1886) e fu membro del Consiglio privato. Nel 1889 successe al padre e prese posto nella Camera dei lord.

## Matrimonio
Sposò, il 19 giugno 1866, Helen Matilda Chaplin (?-11 settembre 1929), figlia del reverendo Henry Chaplin. Ebbero tre figli:
- Jacob Pleydell-Bouverie, VI conte di Radnor (8 luglio 1868–26 giugno 1930);
- Lady Wilma Pleydell-Bouverie (16 settembre 1869–10 febbraio 1931), sposò Edward Bootle-Wilbraham, II conte di Lathom, ebbero sei figli;
- Stuart Pleydell-Bouverie (14 novembre 1877–6 aprile 1947), sposò Edith Dorothy Vickers, ebbero quattro figli.

## Morte
Morì il 3 giugno 1900, all'età di 58 anni.